# Panagiotis Lafazanis
Panagiotis Lafazanis (en griego: Παναγιώτης Λαφαζάνης, AFI: [panaˈʝotis lafaˈzanis]; n. 19 de noviembre de 1951) es un político griego.
El 21 de agosto de 2015, encabezó un nuevo partido griego de izquierdas, Unidad Popular. Anteriormente, había formado parte del partido Syriza y ocupó el cargo de ministro de Reconstrucción Productiva, Medio Ambiente y Energía durante el primer mandato de Alexis Tsipras.

## Biografía

### Educación
Lafazanis nació en Eleusis. Estudió en la facultad de Matemáticas de la Universidad de Atenas, pero no se graduó.

### Carrera política
Lafazanis se implicó en el Partido Comunista de Grecia hasta que en 1992 se creó el partido Synaspismós, donde formó parte de su Secretariado Político.
En las elecciones parlamentarias del año 2000, Lafazanis accedió al Consejo de los Helenos por la circunscripción de Pireo B, representando a Synaspismós. Fue reelegido en las sucesivas elecciones de 2004, 2009 (esta vez, representando a Syriza), mayo de 2012, junio de 2012 y enero de 2015.
En la legislatura de 2012-2014, fue portavoz parlamentario de Syriza y miembro del Comité Especial Permanente de Instituciones y Transparencia. Tras las elecciones de enero de 2015, fue nombrado el 27 de enero ministro de Reconstrucción Productiva, Medio Ambiente y Energía del primer gobierno de Alexis Tsipras.
Lafazanis lideró la Plataforma de la Izquierda de Syriza y mantuvo repetidas discusiones con el más moderado líder del partido, Alexis Tsipras. Ha reclamado que «Syriza [sea] barrida por una nueva ola de radicalización en todas las áreas: ideológica, política, programática», oponiéndose a «la Troika, los memorandos, el neoliberalismo y por último el propio capitalismo», y se ha opuesto a la pertenencia continuada de Grecia a la zona euro, calificando de «totalitaria» la Unión Europea. El 11 de julio de 2015, se rebeló contra la coalición de Syriza con ANEL absteniéndose en una votación sobre medidas de austeridad en un nuevo rescate de la eurozona.
En la reestructuración del gabinete de Tsipras del 17 de julio de 2015, Lafazanis fue cesado de su puesto de ministro de Reconstrucción Productiva, Medio Ambiente y Energía y reemplazado por Panos Skurletis, hasta entonces ministro de Trabajo y Solidaridad Social.

## Vida personal
Lafazanis está casado con Fryni Dialeti y tiene tres hijas. Habla inglés fluido.